# Mairie de Dijon
 (décembre 2023).
Pour un article plus général, voir Dijon.
La mairie de Dijon ou Ville de Dijon est l'administration de la commune de Dijon. Elle se compose notamment du maire et des autres élus municipaux qui siègent à l'hôtel de ville, située au sein du palais des ducs de Bourgogne.

## Historique

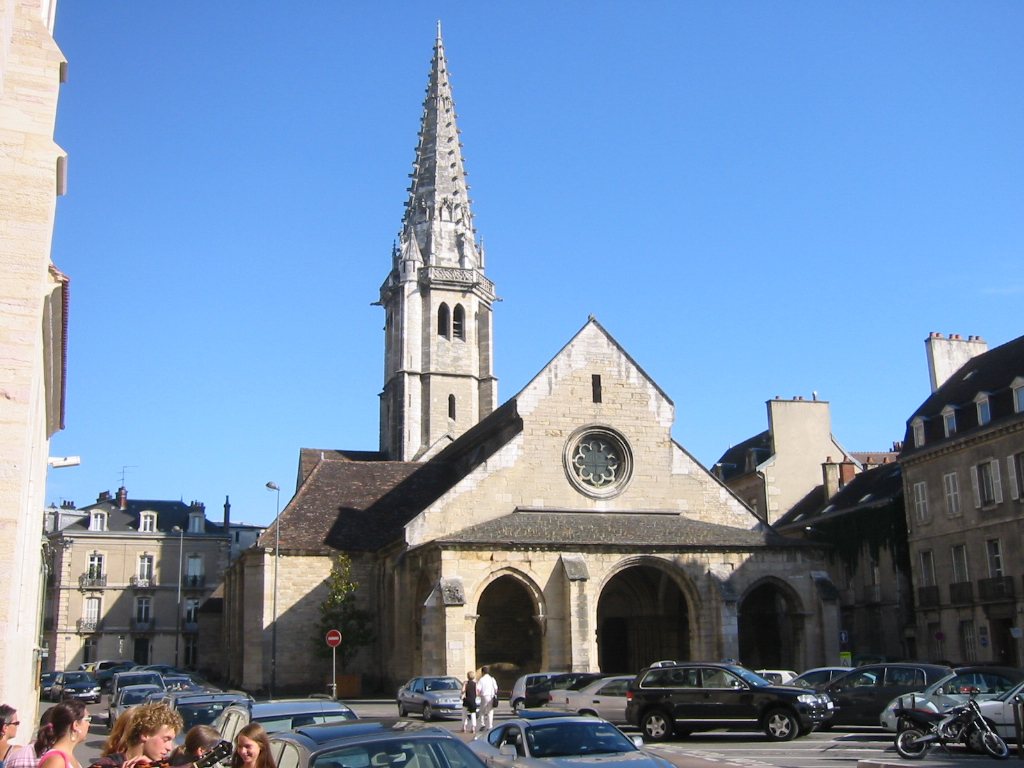
Porche et parvis de l'Église Saint-Philibert de Dijon : lieu d'élection des maires de Dijon sous l'Ancien Régime

Dès l’époque de la naissance de la féodalité, la ville de Dijon possédait un maire et en général vingt magistrats municipaux, ou échevins. Ces magistrats sont confirmés en 1187, lorsqu’une charte de commune est accordée par le duc Hugues III. En 1192, pour la première fois, le maire dijonnais est élu.
À la fin du XIIIe siècle, ce maire prend le titre de vicomte maïeur, confirmé en 1477–1479 par Louis XI, qu’il gardera jusqu’en 1789. Depuis la fin du XVe siècle (1491), la charge de vicomte maïeur est anoblissante ainsi que celle d’échevin à compter du XVIe siècle. Le vicomte maïeur avait le droit de haute, moyenne et basse justice, le droit de scel et de visite. Les clefs de la ville lui sont confiées et il dirige les archers ainsi que les compagnies des sept quartiers, cette fonction militaire étant importante jusqu’au XVIIe siècle.
Fonction élective, le vicomte maïeur est élu par les habitants, ni mendiants, ni étrangers, qui payent la taille, en général la veille de la Saint-Jean. Cette élection a lieu chaque année sur le parvis de l'église saint Philibert. À partir de 1669, il est permis au maire de porter « une robe longue de satin plein, de couleur violet, doublée de satin rouge cramoisi, comme le prévôt des marchands de Lyon, avec chaperon de même étoffe et couleur bordée d’hermine » afin de se distinguer des habitants.
En 1692, la fonction de vicomte maïeur est transformée en office héréditaire tandis que l’élection n’est plus alors qu’une confirmation du choix royal fait par le gouverneur au nom du roi.

### XVIIIe siècle

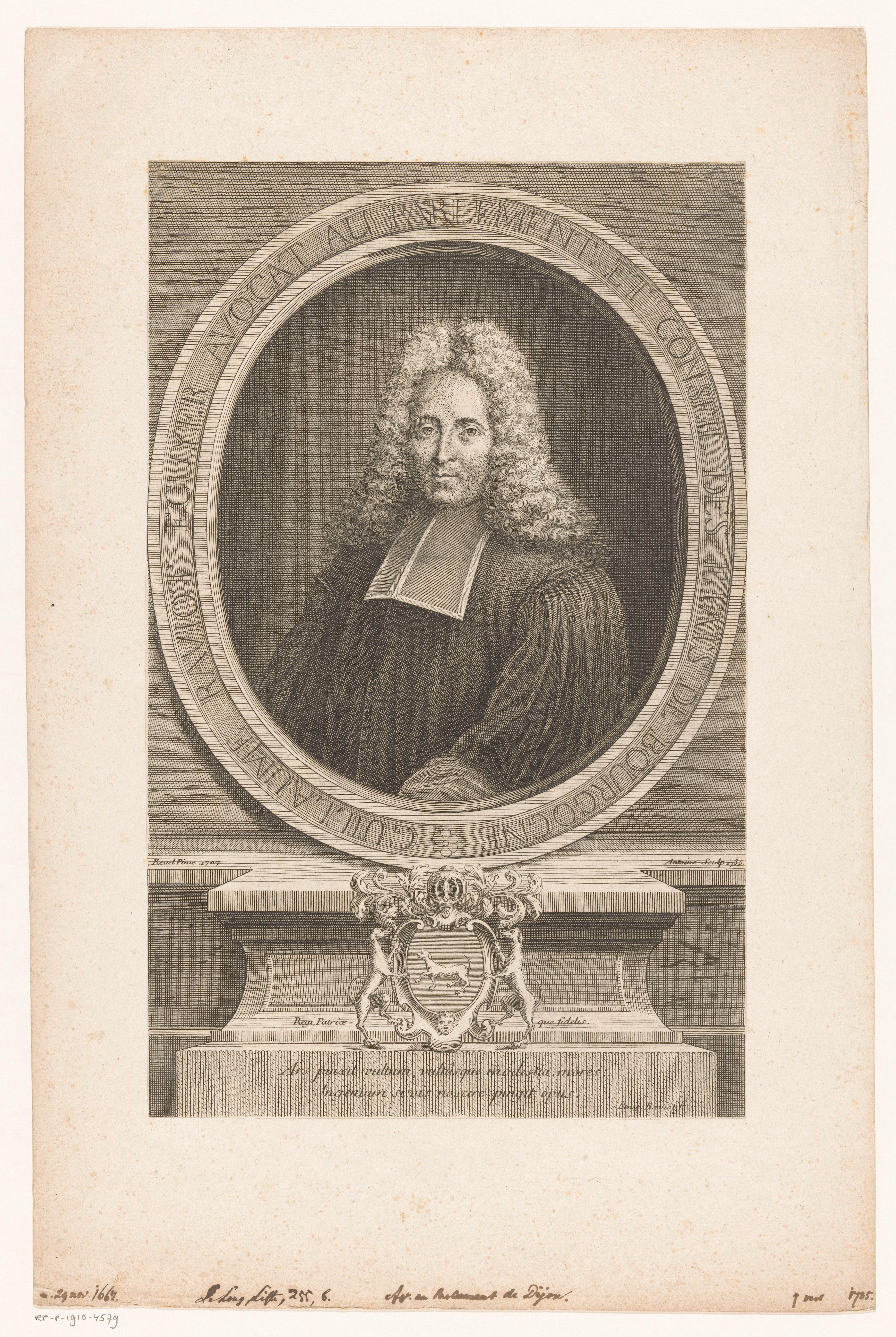
Guillaume Raviot

## Liste des maires de Dijon

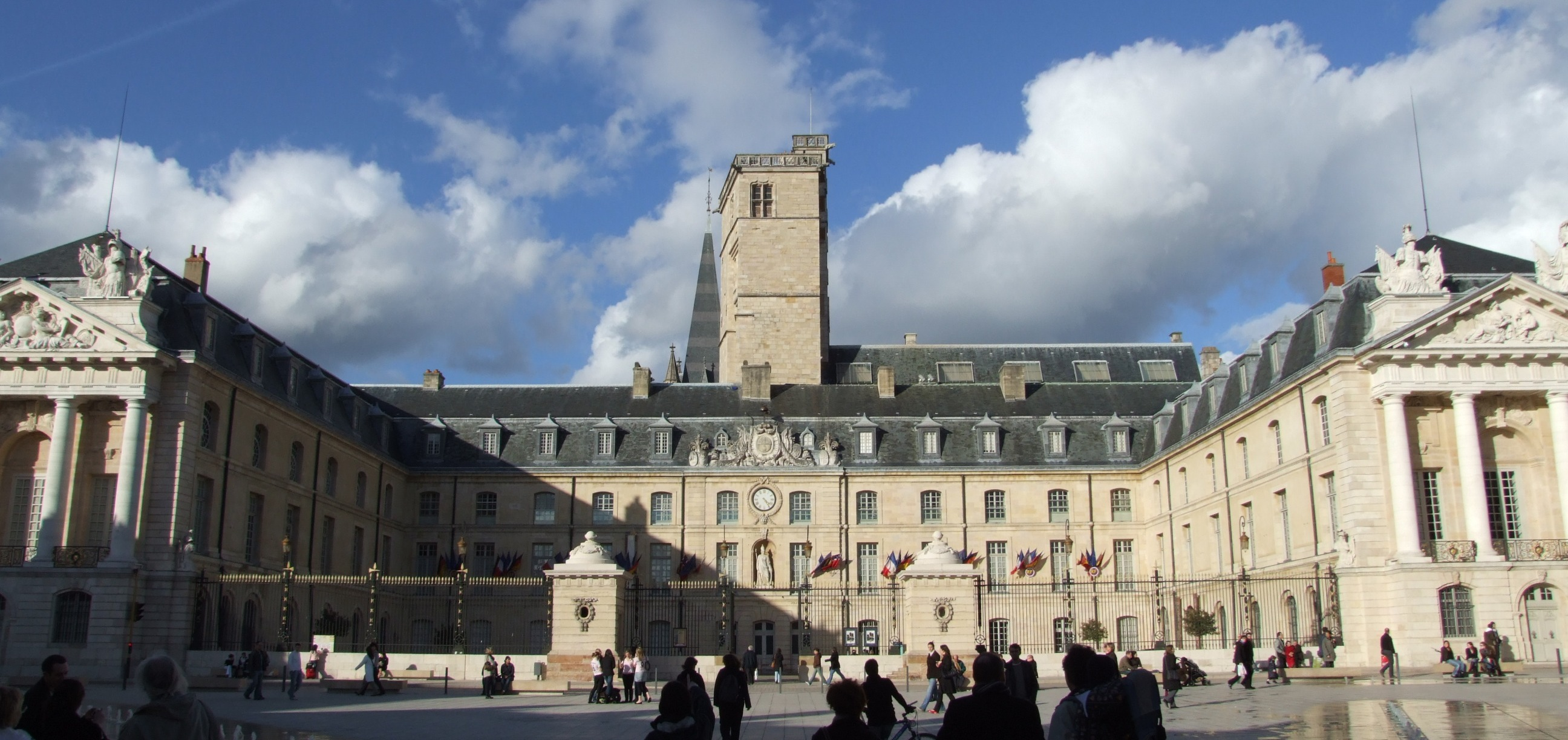
L'hôtel de ville où siège le maire de Dijon.

### XIIesiècle
| Nom    | Dates       | Remarques          |
| ------ | ----------- | ------------------ |
| Bonami | 1192 - 1198 | Premier maire élu. |

### XXesiècle
| Nom | Nom                              | Nom                    | Dates des mandats (cumulés) | Dates des mandats (cumulés) | Parti                 | Notes |
| --- | -------------------------------- | ---------------------- | --------------------------- | --------------------------- | --------------------- | --- |
|     | Simon Fournier-Faucher           | Simon Fournier-Faucher | 1900                        | 1904                        |                       | dit "Auguste Fournier-Faucher", entrepreneur en ciment armé |
|     | Henri Barabant                   |                        | 1904                        | 1908                        | SFIO                  | Employé au chemin de fer |
|     | Charles Dumont                   |                        | 1908                        | 1919                        |                       | Industriel (fabricant de moutarde) |
|     | Gaston Gérard                    |                        | 1919                        | 1935                        | Radicaux indépendants | Avocat, député de la Côte-d'Or (1928-1932 , 1936-1940), Sous-secrétaire d'État aux Travaux Publics et à la Marine marchande |
|     | Robert Jardillier                |                        | 1935                        | 1940                        | SFIO                  | Remplacé par une délégation municipale provisoire le 16 juin 1940 après son départ de la ville face à l'avance allemande, il reste néanmoins "officiellement" le seul maire élu jusqu'en 1945, année de son décès à Marseille. |
|     | Délégation municipale provisoire |                        | 1940                        | 1945                        |                       | Une délégation municipale de cinq membres (Paul Bur, le colonel Léon Bichot, Émile Gleize, le chanoine Kir et Georges Connes) est nommée le 16 juin 1940 par le Préfet de la Côte-d'Or, Jacques Chevreux, après le départ en zone libre du maire précédent dans des conditions obscures et aux interprétations divergentes selon les orientations politiques des contemporains de l'affaire. Plus tard, après quelques modifications dans la composition de cette délégation, seront successivement désignés comme « maire » de Dijon : Paul Bur, Maurice Bernard et Georges Connes. |
|     | Paul Bur                         |                        | 1940                        | 1942                        |                       | Ingénieur des arts et métiers, président de la chambre de commerce de Dijon |
|     | Maurice Bernard                  |                        | 1942                        | 1944                        |                       | Militaire |
|     | Georges Connes                   |                        | 1944                        | 1945                        | SFIO                  | Linguiste, enseignant, socialiste |
|     | Félix Kir                        | Félix Kir              | 13 mai 1945                 | 1968                        | CNI                   | Connu sous le titre de chanoine Kir, député de la Côte-d'Or (1945-1967) |
|     | Jean Veillet                     |                        | 1968                        | 1971                        | CNI                   | Remplace Félix Kir mort en cours de mandat |
|     | Robert Poujade                   |                        | 21 mars 1971                | 25 mars 2001                | RPR                   | Ministre délégué auprès du Premier ministre, chargé de la Protection de la nature et de l’Environnement, député de la Côte-d'Or (1967-2002) |

### XXIesiècle
| Nom | Nom                         | Nom | Dates du mandat  | Dates du mandat | Parti  | Notes |
| --- | --------------------------- | --- | ---------------- | --------------- | ------ | --- |
|     | François Rebsamen           |     | 25 mars 2001     | 5 avril 2014    | PS     | Premier maire de gauche sous la Ve République Sénateur de la Côte-d'Or (2008-2014) |
|     | Alain Millot (remplacement) |     | 5 avril 2014     | 27 juillet 2015 | PS     | Conseiller général de la Côte-d'Or, remplace François Rebsamen devenu ministre du Travail mais meurt en cours de mandat. À son décès, Nathalie Koenders assure la transition à la fonction de maire. |
|     | François Rebsamen           |     | 10 août 2015     | 2024            | PS, FP | Élu par le conseil municipal à la suite du décès d’Alain Millot. |
|     | Nathalie Koenders           |     | 25 novembre 2024 | en cours        | PS     | |

## Compléments

### Sources
- Précis historique et chronologique sur l’établissement de la commune et des vicomtes mayeurs ou maires de Dijon, sur les attributions affectées à ces magistrats et sur l’usage établi de frapper des jetons pendant l’administration de chacun d’eux in Mémoires de la Commission des Antiquités de la Côte-d’Or, tome VIII, 1870-1873.
- MairesGenWeb , notamment : AD21, Daniel Clément, Dijon-St Victor sur Ouche, 1979.
- Catalogue des jetons des maires de Dijon (XVIe – XVIIIe siècle)
- Alain Belassène (préf. Catherine Gras), Les maires de Dijon : Huit siècles d'histoire, Viévy, Éditions de L'Escargot Savant, 2011, 206 p. (ISBN 978-2-918299-28-8).
- Charles Marquès, Le XXe siècle à l'hôtel de ville de Dijon, Précy-sous-Thil, Éditions de l'Armançon, 2006, 316 p. (ISBN 2-84479-100-X), recueil d'articles parus en 2001 dans Le Bien public-Les Dépêches dimanche.